# Stuart O'Grady

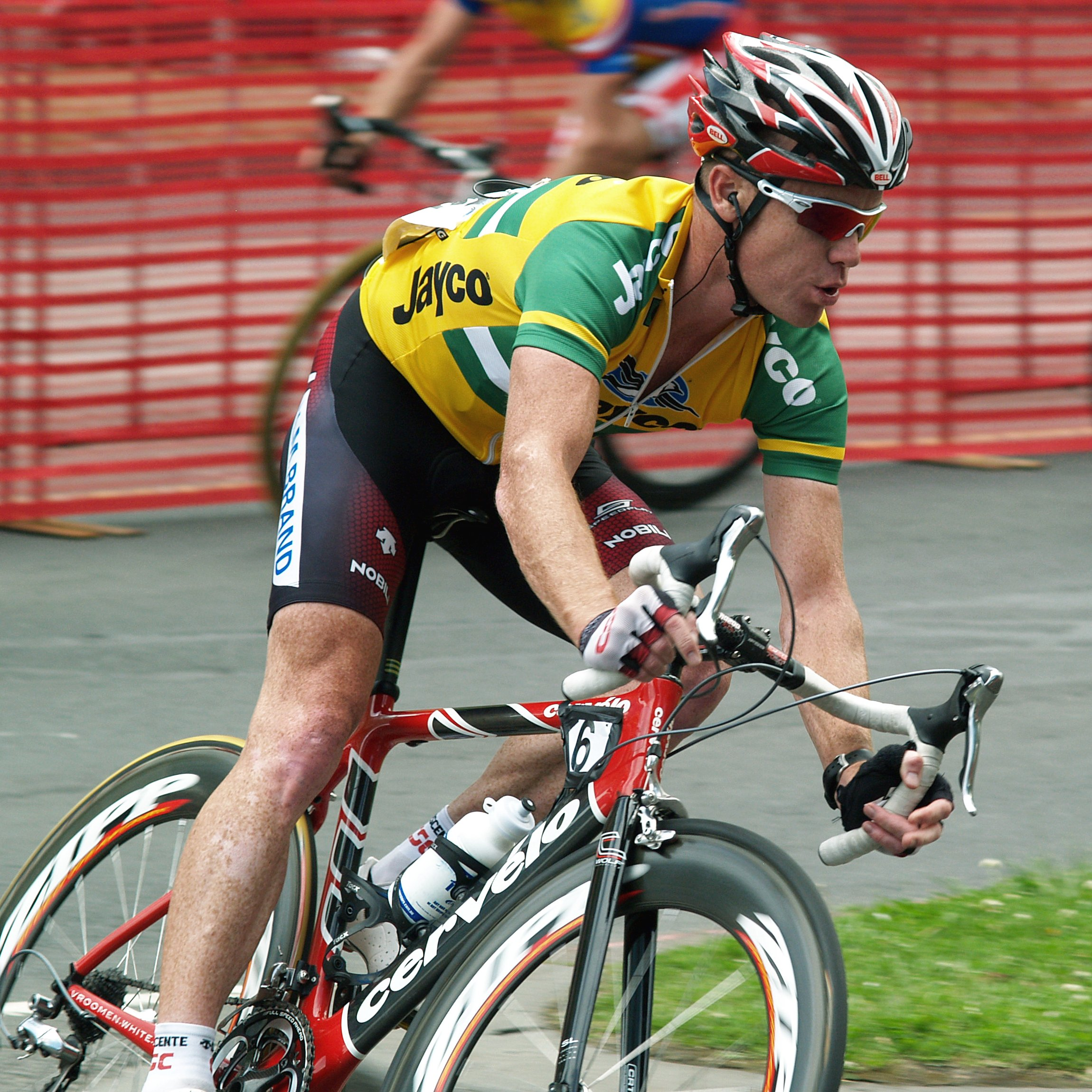
Stuart O'Grady, Herald Sun Tour 2007.

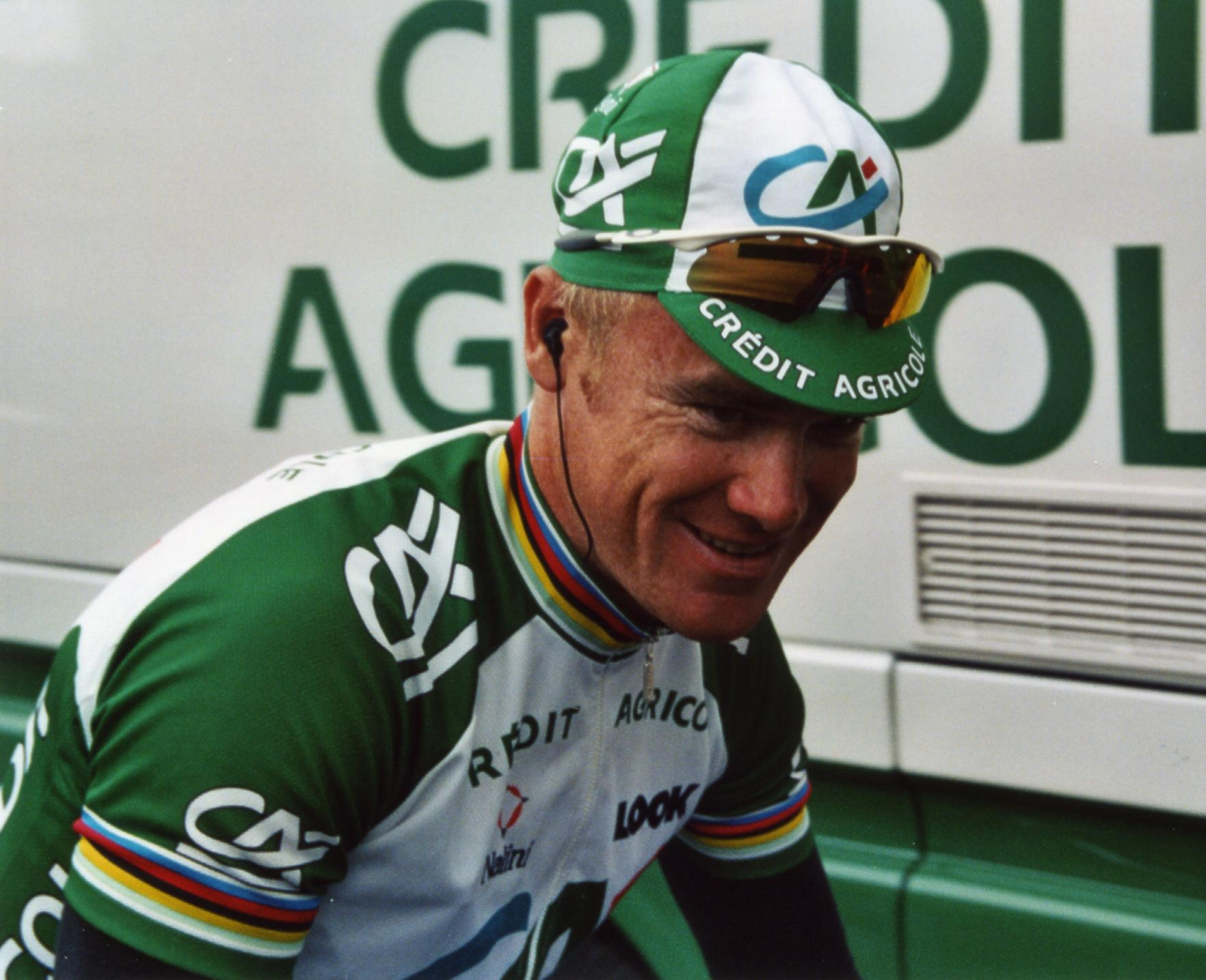
Stuart O'Grady, Paris–Tours 2002.

Stuart Peter O'Grady, född 6 augusti, 1973 i Adelaide, Australien, är en australisk professionell tävlingscyklist som främst är känd som spurtspecialist samt bancyklist. Han slutade tvåa i poängtävlingen i Tour de France 1998, 1999, 2001 och 2005. O'Grady började sin karriär på bana. 

## Barndom
Stuart O'Grady växte upp i en cykelfamilj. Hans far representerade South Australia flera gånger i landsvägs- och bancykling och hans farbror tävlade för Australien i de Olympiska sommarspelen 1964 i Tokyo. Även hans morbror cyklade.
I skolan provade O'Grady på fotboll, friidrott, cricket, squash och cykling. Han blev mästare i cykling i skolmästerskapen under sina tonår och det innebar att han valde att fortsätta med cykelsport.
Som 16-åring blev O'Grady antagen till ett sportinstitut i South Australia och gjorde bra ifrån i flera stats- och nationsmästerskap. 1992 såg Charlie Walsh, tränare för det australiska nationscykellaget, till att O'Grady fick delta i de Olympiska sommarspelen 1992 i Barcelona. Han blev, tillsammans med Brett Aitken, Stephen McGlede och Shaun O'Brien, silvermedaljör i 4000 meter lagförföljelse. Fyra år senare på Olympiska sommarspelen 1996 i Atlanta vann O'Grady silvermedalj i både poänglopp och lagförföljelse, då i lag med Brett Aitken, Timothy O'Shannessey och Dean Woods.

## Karriär
1995 blev O'Grady professionell tävlingscyklist på landsväg när han blev kontrakterad av det franska stallet GAN, som senare blev Crédit Agricole, där bland annat den engelska tempospecialisten Chris Boardman tävlade. Tidigare hade han också talat med Motorola och Polti, men valde GAN efter att ha sett dem hjälpa Broadman under banvärldsmästerskapen 1994 i Palermo.
Under sitt första år som professionell vann O'Grady en etapp på Circuit de la Sarthe. Han vann även lagförföljelse på bana i världsmästerskapen. 
1998 vann O'Grady en Tour de France-etapp till Grenoble. En dag tidigare hade Marco Pantani tagit den gula ledartröjan, men efter O'Gradys seger övertog han tröjan under tre dagar. Under Tour de France 2001 bar han den gula ledartröjan under sex dagar. Samma år slutade han tvåa i poängtävlingen bakom den tyske spurtaren Erik Zabel.
Inför Tour de France 2002 hade O'Grady opererat bort en blockerad artär i sitt vänstra ben, en skada som nästan fick honom att avsluta sin karriär, men trots det deltog han i tävlingen. Hans bästa resultat var en tredje plats på etapp 10 till Pau.
O'Grady vann OS-guld 2004 i bancykling, så kallad madison, tillsammans med Graeme Brown. Han har totalt vunnit tre etapper i Tour de France och hållit den gula ledartröjan i tävlingen under totalt nio etapper, tre under 1998 och sex under 2001. Han har även varit en av konkurrenterna om poängtröjan i tävlingen flera gånger, närmast var han 2001 då Erik Zabel vann den på sista etappen. 
I augusti 2004 vann O'Grady HEW Cyclassics. Sin största seger i karriären tog han i mitten av april 2007 när han vann Paris-Roubaix med 52 sekunder före Juan Antonio Flecha och Steffen Wesemann. Segern i tävlingen var den första någonsin för en cyklist från Australien. 
O'Grady tävlar sedan 2006 för det danska UCI ProTour-stallet Team CSC. I oktober 2008 vann han etapp 2 och 5 av Jayco Herald Sun Tour. Han blev också den slutliga vinnaren av Herald Sun Tour det året.
Under säsongen 2009 slutade O'Grady trea på den första etappen av Tour Down Under efter André Greipel och Baden Cooke. Han slutade även på tredje plats på etapp 3 av tävlingen. O'Grady slutade på andra plats i Tour Down Unders slutställning bakom Allan Davis. På etapp 3 av Tirreno-Adriatico slutade australiern på sjätte plats. O'Grady slutade även på tredje plats på etapp 2 av Tour of Ireland bakom Mark Cavendish och Michael Van Staeyen.

## Stall
- GAN 1995–1997
- Crédit Agricole 1998–2003
- Cofidis 2004–2005
- Team CSC 2006–2008
- Saxo-Bank 2009–2010
- Leopard-Trek 2011
- Orica-GreenEdge 2012